# Françoise Basseporte
Madeleine Françoise Basseporte, född 1701 i Paris, död 1780 i Paris, var en fransk konstnär.
Hon blev en av lärjungarna till Claude Aubriet tack vare sin brådmogna talang. Hon ersatte sin lärare som konstnär vid det franska hovet. På uppdrag av kung Ludvig XV av Frankrike lärde hon prinsessorna hur man målar blommor.
Hon samarbetade med bland andra Bernard de Jussieu, som gav henne lektioner i botanik.